# Revelation Road 2: The Sea of Glass and Fire
Revelation Road 2: The Sea of Glass and Fire (Brasil: Estrada da Salvação 2: O Caminho / Portugal: Estrada da Salvação 2) é um filme estadunidense de 2013, dirigido e co-escrito por Gabriel Sabloff. O longa é estrelado por David A. R. White, Brian Bosworth, Eric Roberts e Steve Borden.

## Sinopse
Josh (David A. R. White) continua buscando uma forma de voltar para sua família após os eventos apocalípticos que arrebataram o mundo. A gangue de motoqueiros continua em seu encalço, mas ele conta com a ajuda do xerife da cidade, Beth, um ajudante e um membro renegado da gangue. A situação esta fora do controle, sem ninguém para impor ordem ou a lei. Se quiser voltar para casa, Josh terá que escolher entre voltar ao seu passado de violência ou seguir por outro caminho e tornar-se um homem de fé.

## Elenco
- David A. R. White ... Josh McManus
- Brian Bosworth ... Hawng
- Eric Roberts ... Xerife Jensen
- Andrea Logan White ... Cat
- Noell Coet ... Beth
- Steve Borden ... Junkyard
- Bruce Marchiano ... The Stranger
- Morgan Leslie ... Gail
- Ryan Alosio ... John Dean Carver
- Leticia Robles ... Claudia